# Bundesregierung Figl III
Die österreichische Bundesregierung Figl III, unveränderte Fortsetzung der ÖVP-SPÖ-Koalition, wurde von Bundespräsident Theodor Körner auf Vorschlag von Bundeskanzler Leopold Figl ohne vorherige Neuwahlen am 28. Oktober 1952 ernannt und amtierte bis zum 25. Februar 1953. Sie wurde an diesem Tag vom Bundespräsidenten bis zur Ernennung der nächsten Regierung mit der Fortführung der Geschäfte betraut. Die Fortführung endete am 2. April 1953.
Notwendig geworden war die Ernennung am 28. Oktober 1952 durch einen Budgetstreit der beiden Parteien. Die Verfassung zwang die Regierung in diesem Fall zum Rücktritt. Körner nahm die Demission an, beauftragte Figl aber sofort mit der Neubildung einer Regierung und dieser schlug eine Wiederbetrauung in unveränderter Zusammensetzung vor. Am gleichen Tag empfahl Figl dem Nationalrat, sich aufzulösen und baldige Neuwahlen anzustreben. Ein entsprechender Beschluss wurde vom Nationalrat am 30. Oktober 1952 getroffen, die Nationalratswahl für den 22. Februar 1953 angesetzt. Der Bundesregierung Figl III war somit per se eine kurze Amtszeit gesetzt.
| Bundesminister (für)                | Amtsinhaber | Partei      | Staatssekretär                          |
| Bundeskanzleramt                    | Bundeskanzler Leopold Figl Vizekanzler: Adolf Schärf (ohne Portefeuille) Bundesminister (für auswärtige Angelegenheiten) Karl Gruber | ÖVP SPÖ ÖVP |                                         |
| Inneres                             | Oskar Helmer | SPÖ         | Ferdinand Graf (ÖVP) Andreas Korp (SPÖ) |
| Justiz                              | Josef Gerö | SPÖ-nahe    |                                         |
| Unterricht                          | Ernst Kolb | ÖVP         |                                         |
| Soziale Verwaltung                  | Karl Maisel | SPÖ         |                                         |
| Finanzen                            | Reinhard Kamitz | ÖVP         |                                         |
| Land- und Forstwirtschaft           | Franz Thoma | ÖVP         |                                         |
| Handel und Wiederaufbau             | Josef C. Böck-Greissau | ÖVP         | Fritz Bock (ÖVP)                        |
| Verkehr und verstaatlichte Betriebe | Karl Waldbrunner | SPÖ         | Vinzenz Übeleis (SPÖ)                   |